# Sorpe
Sorpe es una localidad española de la provincia de Lérida, en la comarca de Pallars Sobirá, comunidad autónoma de Cataluña. Es una entidad local menor perteneciente al municipio de Alto Aneu, formado por diez localidades.

## Geografía

Localización de Sorpe respecto el Alto Aneu

La localidad está al noroeste de la Noguera Pallaresa, al norte del valle del río de la Bonaigua, en la otra banda del cual se encuentra el abetal de la Mata, también conocido como la Mata de Sorpe o mal nombrada como Mata de València.

## Historia
Sorpe tuvo ayuntamiento propio hasta 1970, en que junto con Valencia de Areo, Isil y Son del Pino formaron el municipio del Alto Aneu. En 1971 se constituyó como entidad local menor, la cual fue suprimida en 1992. En 1999 se volvió a crear la entidad municipal descentralizada de Sorpe.

## Símbolos
- El escudo heráldico de Sorpe se define por el siguiente blasón:

«Escudo en losange de ángulos rectos: de plata, una gamuza de sinople arrestada y contornada.»
El blasón fue aprobado el 19 de enero de 2005, y fue publicado el DOGC n.º 4.328, de 22 de febrero de 2005.
La gamuza es un animal típico de este lugar pirenaico, además de ser el señal tradicional del pueblo. Estas armas están representadas en el tercer cuartel del escudo del Alto Aneu, municipio que integra a Sorpe.

## Geografía humana

### Demografía
| Gráfica de evolución demográfica de Sorpe entre 1842 y 1960 |
| |
| Población de derecho según los censos de población del INE Población de hecho según los censos de población del INEEntre el censo de 1857 y el anterior, crece el término del municipio porque incorpora a 255069 (Borén), 255201 (Isabarre) Entre el censo de 1970 y el anterior, este municipio desaparece porque se integra en el municipio 25024 (Alto Aneu) |

## Comunicaciones
Está comunicado por carretera local con la C-28 que, desde Esterri y pasando por Valencia de Aneu, enlaza con el Valle de Arán por el puerto de la Bonaigua, al oeste del antiguo término de Sorpe.

## Lugares de interés
- Iglesia de San Pedro, de estilo románico.